# Клаус Райхерт
Клаус Райхерт (3 червня 1947 , Ганау, окупована союзниками Німеччина ) — німецький фехтувальник на рапірах, олімпійський чемпіон 1976 року, срібний призер Олімпійських ігор 1984 року, триразовий чемпіон світу.

## Виступи на Олімпіадах
| Олімпіада         | Дисципліна           | Місце |
| ----------------- | -------------------- | ----- |
| Мюнхен 1972       | індивідуальна рапіра | 21    |
| Мюнхен 1972       | командна рапіра      | 5     |
| Монреаль 1976     | індивідуальна рапіра | 13    |
| Монреаль 1976     | командна рапіра      | 1     |
| Лос-Анджелес 1984 | командна рапіра      | 2     |